# モンゴル陸軍
モンゴル陸軍（モンゴルりくぐん、モンゴル語:  Монгол Улсын Зэвсэгт хүчний Хуурай замын цэрэг 、英語: Mongolian Ground Force）は、モンゴル国が保有するモンゴル国軍の陸軍組織。

## 概要
モンゴルの陸軍。大モンゴル国時代に設立された。現役人員は8,900人（うち3,300人が徴兵）であり、ほかに137,000人の予備役がいる。
第二次世界大戦では、赤軍と協力し、満洲国や大日本帝国と戦った。冷戦中は、社会主義国としてソ連から供与された重装備を多数保有していたが、現在は大きな対外脅威がないことから、国際協力と災害対策を主任務としている。
冷戦時代の重装備の大半は老朽化しているが、更新の予定は無い。

## 装備

### 小火器
- トカレフTT-33[3][注釈 1]
- マカロフ[3][注釈 1]
- PSM[3][注釈 1]
- AK-47
- AKM[3][注釈 1]
- AK-74[3][注釈 1]
- AKS-74U[3][注釈 1]
- ガリル[2]
- PK[3][注釈 1]
- SGM[3][注釈 1]
- NSV[3][注釈 1]
- GM-94[2]
- RPG-7[3][注釈 1]

### 火砲
- D-44[1]
- D-48[1]
- BS-3[1]
- MT-12[1]
- D-30[1]
- M-30[1]
- M-46[1]
- ML-20[1]
- BM-43[3][注釈 1]
- PM-43[3][注釈 1]
- M-160[3][注釈 1]
- SPG-9

### 戦車
- T-54/55×370両[1]
- T-72A×50両[1]

### 装甲車両
- BRDM-2×120両[1]
- BMP-1×310両[1]
- BTR-60×150両[1]
- BTR-70M×40両[1]
- BTR-80×20両[1]

### 多連装ロケット砲
- BM-21×130両[1]

### 車両
- ZIL-131[4]
- ウラル製軍用トラック[5]

### 対空火器
- S-125-2M ペチョラ-2M×2基以上[1]
- ZU-23-2[1]